# Menipposz
Menipposz (ógörögül: Μένιππος ὁ Γαδαρεύς, latinul: Menippus), (i. e. 3. század) ókori cinikus filozófus.
Gadarából származott i. e. 270 körül, és rabszolgából lett a cinikus iskola egyik hirdetőjévé. Később uzsorára adta magát olyan szenvedéllyel, hogy egy nagyobb összeg elvesztésekor öngyilkos lett. Sajátos műfajt alkotott munkásságával, a menipposzi szatírátː  ebben a versekkel vegyített prózában a gyakorlati bölcsesség kérdéseit tárgyalta mulatságos alakban . Nagy hatással volt Marcus Terentius Varróra, aki ezt a szatíra-fajtát átvette, és művelte az ő Saturae Menippeaejében. Horatius is ridendo dicere verum gondolatát Menipposz hatása alatt írhatta. Ugyanakkor a görög irodalomra is volt hatása:az epigrammaköltő Meleagrosz és Lukianosz nagyon kedvelték, írt menipposzi szatírát az ifjabb Seneca, valamint Rotterdami Erasmus is. Diogenész Laertiosz 13 művét említi. Ezek az alkotások a természetbölcselők, matematikusok, grammatikusok ellen intézett szatirikus levelek, dialógusok, párbeszédes elbeszélések voltak.